# Американская история ужасов
«Америка́нская исто́рия у́жасов» (англ. American Horror Story) — американский телесериал-антология в жанре ужасы, созданный и поставленный Райаном Мёрфи и Брэдом Фэлчаком.
Каждый сезон задуман как самостоятельный мини-сериал с различными персонажами и локациями, а также с собственной сюжетной линией. Некоторые сюжетные элементы каждого сезона в общих чертах вдохновлены реальными событиями.
Действия первого сезона, позднее названного как «Дом-убийца», происходят в Лос-Анджелесе, штат Калифорния, в течение 2011 года и сосредотачиваются на семье, переезжающей в новый дом, населённый его бывшими умершими жителями. Действия второго сезона, субтитрованного как «Психбольница», разворачиваются в Массачусетсе в 1964 году и повествуют о пациентах и сотрудниках учреждения для душевнобольных преступников. Третий сезон, «Шабаш», проходит в Новом Орлеане, штат Луизиана, в течение 2013 года и рассказывает о шабаше ведьм, противостоящих тем, кто хочет их уничтожить. Действия четвёртого сезона, «Фрик-шоу», происходят в Джупитере, штат Флорида, в 1952 году и сосредотачиваются вокруг одного из немногих оставшихся американских шоу уродов. Пятый сезон под заголовком «Отель» проходит в Лос-Анджелесе в 2015 году и сосредоточен на персонале и гостях сверхъестественного отеля. Действия шестого сезона — «Роанок» — происходят на одноимённом острове в 2016 году и сосредотачиваются на паранормальных явлениях, происходящих в изолированном фермерском доме. Действие седьмого сезона под названием «Культ» происходит в Мичигане и сосредоточено вокруг культа, терроризирующего пригород после последствий выборов США в 2016 году. Восьмой сезон называется «Апокалипсис», и он представляет собой кроссовер первого и третьего сезонов: ведьмы из «Шабаша» противостоят антихристу из «Дома-убийцы», чтобы предотвратить Апокалипсис. Действие девятого сезона, озаглавленного «1984», происходит в 1984 году под Лос-Анджелесом в летнем лагере «Редвуд», который становится местом массовой резни. Премьера десятого сезона состоялась 25 августа 2021 года. Сезон разделён на две части: «Красный прилив» и «Долина Смерти».
В Соединённых Штатах сериал транслируется на кабельном телеканале FX с 5 октября 2011 года по настоящее время. 3 августа 2018 года руководство телеканала продлило шоу на десятый сезон. 9 января 2020 года шоу было продлено до 13 сезона включительно. Позже, в тот же день, было подтверждено участие Сары Полсон в 10 сезоне.
Несмотря на то, что отзывы о каждом сезоне разные, сериал «Американская история ужасов» был в целом хорошо воспринят телевизионными критиками, при этом большинство похвал идёт игре актёрского состава, в частности Джессике Лэнг, которая выиграла две награды «Эмми», премию «Золотой глобус» и Гильдию актёров США за свою игру в телесериале. Кроме того за свою актёрскую игру Кэти Бэйтс и Джеймс Кромвелл получили премии «Эмми», а Леди Гага — «Золотой глобус». Сериал неоднократно показывал самые высокие рейтинги для сети FX, а первый сезон стал самым просматриваемым из новых сериалов в 2011 году. Также, сериал стал началом целой франшизы.

## Обзор сезонов
| Сезон | Название      | Серии | Серии | Даты показа      | Даты показа      |
| Сезон | Название      | Серии | Серии | Первая серия     | Последняя серия  |
| ----- | ------------- | ----- | ----- | ---------------- | ---------------- |
| 1     | Дом-убийца    | 12    | 12    | 5 октября 2011   | 21 декабря 2011  |
| 2     | Психбольница  | 13    | 13    | 17 октября 2012  | 23 января 2013   |
| 3     | Шабаш         | 13    | 13    | 9 октября 2013   | 29 января 2014   |
| 4     | Фрик-шоу      | 13    | 13    | 8 октября 2014   | 21 января 2015   |
| 5     | Отель         | 12    | 12    | 7 октября 2015   | 13 января 2016   |
| 6     | Роанок        | 10    | 10    | 14 сентября 2016 | 16 ноября 2016   |
| 7     | Культ         | 11    | 11    | 5 сентября 2017  | 14 ноября 2017   |
| 8     | Апокалипсис   | 10    | 10    | 12 сентября 2018 | 14 ноября 2018   |
| 9     | 1984          | 9     | 9     | 18 сентября 2019 | 13 ноября 2019   |
| 10    | Двойной сеанс | 10    | 6     | 25 августа 2021  | 22 сентября 2021 |
| 10    | Двойной сеанс | 10    | 4     | 29 сентября 2021 | 20 октября 2021  |
| 11    | Нью-Йорк      | 10    | 10    | 19 октября 2022  | 16 ноября 2022   |
| 12    | Нежность      | 9     | 5     | 20 сентября 2023 | 18 октября 2023  |
| 12    | Нежность      | 9     | 4     | 3 апреля 2024    | 24 апреля 2024   |

### Дом-убийца(2011)
Действие первого сезона происходит в Лос-Анджелесе, штат Калифорния, в течение 2010 года и сосредотачивается на семье Хармонов, переехавшей в новый дом, который прославлен как «дом-убийца». В течение года семья сталкивается с призраками бывших владельцев и их жертв.

### Психбольница(2012—2013)
Действие второго сезона происходит в психиатрической больнице для душевнобольных преступников «Брайарклифф» в 1964 году. Главой клиники является властная монахиня сестра Джуд, которой помогает сестра Мэри Юнис, и основатель клиники монсеньор Тимоти Говард. Журналистка Лана Уинтерс, занимающаяся освещением в прессе серии жестоких убийств молодых женщин, приезжает в «Брайарклифф», куда на лечение поступает главный подозреваемый — Кит Уокер. Став невольной свидетельницей зверских вещей, происходящих в больнице, она по приказу сестры Джуд сама оказывается одной из её пациентов.

### Шабаш(2013—2014)
События разворачиваются через 300 лет после печально известного процесса над салемскими ведьмами, в результате которого около 20 человек было повешено и почти две сотни оказалось за решеткой. Те из них, кто успел избежать расправы, теперь находятся на грани исчезновения. Очередная загадочная атака на ведьминский род заставляет группу юных колдуний отправиться в специальную школу в Новом Орлеане, где их должны научить, как защищаться. Одна из новоприбывших, Зои, имеет некий секрет. Между тем, поднятая на уши внезапной агрессией в адрес их вида, долго отсутствовавшая Верховная ведьма Фиона возвращается в город, преисполненная решимости защитить ведьминский клан.

### Фрик-шоу(2014—2015)
Четвёртый сезон начинает своё повествование в тихом, спокойном пригороде Джупитера, штат Флорида. Действие происходит в 1952 году. В город прибывает группа диковинных актёров, по совпадению, одновременно с какой-то тёмной сущностью, которая терроризирует как жителей города, так и самих фриков. Это история актёров и их отчаянных попыток выжить среди умирающего в Америке искусства бродячего цирка.

### Отель(2015—2016)
В пятом сезоне детектив Джон Лоу расследует серию жестоких убийств, которые приводят его в таинственный отель «Кортез», в котором он сталкивается с его сверхъестественными гостями.

### Роанок(2016)
Шестой сезон повествует о супружеской паре, чьи переживания разыгрываются актёрами. Шелби и Мэтт Миллер переехали из Лос-Анджелеса, Калифорния, в дом в Северной Каролине, после жестокого нападения на Мэтта на улице. Мэтт был госпитализирован, и эта ситуация вызвала у Шелби выкидыш. Как только пара переезжает в свой новый дом, странные и паранормальные явления начинают преследовать их.

### Культ(2017)
Действия сезона разворачиваются в пригороде современного Детройта. Эллисон Мейфэр-Ричардс страдает посттравматическим стрессовым расстройством, вызванным драматическими событиями 11 сентября. У неё развились целых три фобии: трипофобия, коулрофобия и гемофобия. С течением времени она научилась справляться со своими страхами благодаря жене, но победа Дональда Трампа на выборах возобновила их. Когда Эллисон угрожает группа зловещих клоунов, вдохновлённых идеями «Заводного апельсина», её жена думает, что с ней происходит психоз. Отсутствие поддержки толкает Элли принять решительные меры для того, чтобы защитить себя и свою семью.

### Апокалипсис(2018)
Действия Апокалипсиса разворачиваются на Западном побережье США в ближайшем будущем. После ядерного взрыва, который уничтожает мир, действия переносятся в Аванпост 3, подземный бункер, который был создан для того, чтобы укрывать конкретных выживших с сильным генетическим составом. Вильгемина Венабл и Мириам Мид управляют бункером, пытаясь уничтожить тех, кто там живёт. Среди людей, которые оказались в этом месте, есть парикмахер Мистер Галлант, его бабушка Иви, ведущая ток-шоу Дайна Стивенс, её сын Андре, дочь миллиардера Коко Сен-Пьер Вандербильт, её помощница Мэллори и пара Тимоти Кэмпбелл и Эмили, все из которых сталкиваются с натиском двух женщин. Тем не менее Майкл Лэнгдон, Антихрист, прибывает и начинает наводить хаос. Он намеревается перевезти тех, кто достоин, в особое место, называемое «Святилищем».
Позже прибывают уже знакомые нам персонажи: Корделия Гуд, Мэдисон Монтгомери и Миртл Сноу, также возвращаются и остальные ведьмы из Шабаша, такие как Зои Бенсон, Куинни, Мисти Дэй и Нэн. События переносятся на несколько лет назад, чтобы показать, что именно привело мир к такой катастрофе. Также действия происходят и в Доме-убийце, зрители встречают множество знакомых лиц.

### 1984(2019)
Летом 1984 года пятеро друзей покидают Лос-Анджелес, чтобы работать вожатыми в лагере «Редвуд». Привыкая к своей новой работе, они начинают понимать: единственное, что страшнее рассказов у костра — это прошлое, преследующее тебя.

### Двойной сеанс(2021)

#### Часть 1: Красный прилив
Испытывающий проблемы писатель, его беременная жена и их дочь переезжают на зиму в изолированный пляжный городок. Как только они обустраиваются, истинные жители города начинают заявлять о себе.

#### Часть 2: Долина смерти
Группа студентов колледжа, отправившихся в поход, оказывается втянутой в ужасающий и смертоносный заговор, который готовился десятилетиями.

### Нью-Йорк(2022)
В 1981 году в Нью-Йорке происходит серия убийств, направленных против гей-сообщества, что вызывает ненависть к бездействующей полиции Нью-Йорка. Детектив Патрик Рид (Рассел Тови) и его напарник, репортер Джино Барелли (Джо Мантелло), ради которого Рид бросил свою бывшую Барбару (Лесли Гроссман), начинают расследование. Однако их разные мнения о том, как подходить к расследованию, приводят к разрыву в их отношениях. К Риду и Барелли присоединяется Адам Карпентер (Чарли Карвер), чей друг пропал без вести. Поиски Карпентера приводят его к связи с фотографом Тео Грейвсом, хотя это вызывает ревность со стороны токсичного партнера Грейвса — Сэма (Закари Куинто). Тем временем доктор Ханна Уэллс (Билли Лурд) исследует новую болезнь, распространяющуюся с острова Файр-Айленд, а певица кабаре Кэти Пиццаз (Пэтти Люпон) справляется с уменьшающейся аудиторией в местной бане.

### Нежность(2023—2024)
Сезон частично основан на мистическом романе Даниэль Валентайн «Delicate Condition». В центре сюжета женщина, убежденная что некая злая сила всеми способами пытается помешать ей забеременеть. Дата премьеры первого эпизода была назначена на 20 сентября 2023 года.

## Производство

### Концепция
Создатели сериала, Райан Мёрфи и Брэд Фэлчак, начали работать над «Американской историей ужасов» до того, как запустилось производство их ещё одного совместного проекта «Хор», транслирующегося на канале Fox. Мёрфи хотел сделать противоположное тому, что он делал ранее, и поэтому начал свою работу над телесериалом. Он сказал: «Я шёл от „Частей тела“ до „Хора“, и конечно, это было разумно, ведь я хотел сделать что-то сложное и мрачное. И мне всегда нравился, как и Брэду, жанр ужасов. Так что это было естественным для меня». Фэлчак был заинтригован идеей постановки жанра ужасов с иной точки зрения, заявив, что их с Мёрфи главной целью в создании сериала было напугать зрителей. Он сказал: «Мы хотели, чтобы люди были немного вне равновесия после просмотра».
В феврале 2011 года представители телеканала FX заявили, что заказали пилотный эпизод возможного сериала при том, что Мёрфи и Фэлчак напишут сценарий, в то время как первый выступит в качестве режиссёра. Позже, Данте Ди Лорето был назначен исполнительным продюсером. Производство телесериала началось в апреле 2011 года, а в июле проект был одобрен и производство первого сезона продолжилось.
С самого начала, Мёрфи и Фэлчак планировали, что каждый сезон сериала будет рассказывать свою историю. После того, как финал первого сезона был показан, Мёрфи рассказал о своих планах сменить актёрский состав и локации во втором сезоне. Однако он добавил, что некоторые актёры, сыгравшие в первом сезоне проекта, вернутся во втором. «Люди, вернувшиеся в сериал, будут играть совершенно других персонажей, существ, монстров и прочее. История Хармонов закончена», — заявил он. В ноябре 2012 года глава телеканала FX, Джон Лэндграф, описал уникальный формат сериала, высказав: «Идея сделать антологичный мини-сериал с особым актёрским составом оказалась принципиально новой, крайне успешной и задающей тенденции».
В 2013 году на фестивале PaleyFest, Фэлчак сравнили сериал с фильмами ужасов: «Он требует немного жалости, потому что в конечном счёте, вы влюбляетесь в этих персонажей иначе, чем в кино», добавив: «Если вы хотите убить каждого в кино, кроме одного персонажа, вы можете себе позволить это, но если вы хотите создать телешоу ужасов, у вас совершенно другая ответственность по отношению к персонажам, потому что у зрителей совершенно иная привязанность к ним».
Мёрфи объяснил, что на разработку одного сезона уходит около года, поделившись: «Сначала мы придумываем историю, а потом персонажей». «Это постоянная группа актёров, поэтому мы перемещаем людей, и иногда для кого-то не находится никакой роли. Например, когда мы работали над вторым сезоном, я понятия не имел, что Дилан Макдермотт будет играть сына Сары Полсон, но чем больше мы работали, тем, я думал, лучше получится».
В статье для журнала Entertainment Weekly за август 2015 года, Мёрфи раскрыл, что продюсерская команда разрабатывает два сезона в данном году. Показ первого из двух планировался на весну, а второй на осень. Он объяснил: «Сейчас мы делаем то, что никогда ещё не делали с нашим шоу и мы даже разделили продюсерскую команду на две группы. Следующий сезон будет очень отличаться от Отеля, но не будет хуже — просто менее роскошный. Больше дикости и мрачности».

### Кастинг
Конни Бриттон была первой, кого позвали в сериал, где она исполнила главную женскую роль Вивьен Хармон в Доме-убийце, вторым стал Денис О’Хэр, исполнивший роль Ларри Харви. Вскоре присоединилась Джессика Лэнг в роли Констанс, что стало её первой главной ролью на телевидении. Дилан Макдермотт присоединился к составу вскоре после Лэнг в главной мужской роли Бена Хармона. Таисса Фармига и Эван Питерс стали последними актёрами, присоединившимися в основной актёрский состав, получив роли Вайолет Хармон и Тейта Лэнгдона, соответственно.
В марте 2012 года Мёрфи раскрыл, что второй сезон был концептуализирован вокруг Джессики Лэнг, которая исполняет роль сестры Джуд, садистской монахини, которая руководит лечебницей. Эван Питерс, Сара Полсон, Лили Рэйб и Закари Куинто также возвращаются в качестве членов основного актёрского состава во втором сезоне. Питерс играет Кита Уокера, заключённого, обвиняемого в убийстве своей жены. Полсон играет Лану Уинтерс, репортёра-лесбиянку, которую передают в лечебницу из-за её сексуальности и намерения исследовать санаторий. Персонажем Рэйб является сестра Мэри Юнис, неуклюжая сестра, стоящая после сестры Джуд. Куинто исполняет роль доктора Тредсона, психиатра лечебницы. Лиззи Брошре играет роль Грейс Бертран, персонажа, изначально описанного как «лютая, свирепая, чрезвычайно сексуальная и опасная бунтующая бабёнка», но впоследствии роль была переработана. Джеймс Кромвелл появился в роли доктора Артура Ардена, который провозглашает себя руководителем лечебницы и проводит тёмные эксперименты над пациентами психбольницы. Джозеф Файнс снялся в роли монсеньора Тимоти Ховарда, возможного любовного интереса сестры Джуд.
Для третьего сезона, исполнительные продюсеры и создатели сериала Райан Мёрфи и Брэд Фэлчак заявили, что, как и во втором сезоне, «много актёров» вернётся, чтобы исполнить другие роли, начиная с Джессики Лэнг. Было подтверждено возвращение Эвана Питерса и Сары Полсон, которые исполнили роли Кайла Спенсера и Корделии Фокс, соответственно. Мёрфи добавил, что Лэнг сыграет «настоящую, гламурную как кошку леди», а позже стало известно имя персонажа, Фиона Гуд. Таисса Фармига, сыгравшая Вайолет в первом сезоне, появилась в роли Зои Бенсон, персонажа, которая участвует в заметном романе в течение сезона. Лили Рэйб появилась в роли Мисти Дэй. Актриса второстепенного состава сериала Фрэнсис Конрой присоединилась в качестве члена основного состава, исполнив роль Миртл Сноу. Также было подтверждено участие в сериале актрисы-лауреатки премии «Оскар» Кэти Бэйтс. Вначале сообщалось, что она исполнит роль «женщины, которая, в начале, является лучшей подругой персонажа Лэнг, но станет её злейшим врагом», но это было изменено. Мёрфи заявил, что персонаж Бэйтс будет «в пять раз хуже [её] персонажа из „Мизери“», и что он вдохновлён «реальным событием». Она исполнила роль мадам Дельфины Лалори, бессмертной расистки. В мае 2013 года было объявлено, что Эмму Робертс добавили в актёрский состав. Робертс исполнила роль Мэдисон Монтгомери, «самовлюблённую тусовщицу». В июле 2013 года, выпускник первого сезона Денис О’Хэр также присоединился к актёрскому составу с неизвестной ролью, позже ставшей известной как Сполдинг.
В ноябре 2013 года Райан Мёрфи подтвердил, что Джессика Лэнг вернётся в четвёртом сезоне, хотя и в небольшом объёме. Позже выяснилось, что она будет играть владелицу Фрик-шоу Эльзу Марс. Кэти Бэйтс вернулась и получила главную роль, изображаю бородатую леди Этель Дарлинг. 29 марта 2014 года Мёрфи объявил, что Сара Полсон, Эван Питерс, Фрэнсис Конрой, Эмма Робертс, Денис О’Хэр и Анджела Бассетт вернутся в четвёртом сезоне. Полсон сыграла двуглавую женщину-сестёр Бетт и Дот Таттлер; Питерс сыграл «Мальчика-лобстера» Джимми Дарлинга; Конрой сыграла состоятельную Глорию Мотт; Бассетт исполнила роль трёхгрудого гермафродита Дезире Дюпри; а О’Хэр сыграл Стэнли, афериста, работающего с персонажем Робертс, Мэгги Эсмерельдой. На фестивале PaleyFest в 2014 году стало известно, что Майкл Чиклис присоединится к актёрскому составу в роли Делла Толедо, отца Джимми, бывшего мужа Этель и нынешнего мужа Дезире. Позже Финн Уиттрок присоединился к основному актёрскому составу в роли избалованного сына Глории, Дэнди Мотта.
По поводу пятого цикла сериала было объявлено, что певица и автор песен Леди Гага станет первым и новым членом актёрского состава 25 февраля 2015 года. После появления в качестве специально приглашённой звезды в предыдущем сезоне, Мэтт Бомер присоединился к актёрскому составу пятого сезона вместе с новичком сериала, Шайенном Джексоном, во время PaleyFest 2015 года. Хлоя Севиньи и Уэс Бентли были повышены до членов основного состава, до этого они появлялись в качестве приглашённых звёзд в Психбольнице и Фрик-шоу, соответственно. После PaleyFest, Мёрфи объявил, что в сериал вернутся Кэти Бэйтс, Сара Полсон, Эван Питерс и Анджела Бассетт. В июне 2015 года Денис О’Хэр также вернулся в пятом сезоне. В августе 2015 года Мёрфи объявил роли для актёров: Гага сыграла Элизабет Джонсон, также известную как «Графиня», модницу, которая владеет отелем Кортес; Джексон исполнил роль отчаянного дизайнера Уилла Дрейка; персонаж О’Хэра, Лиз Тейлор, был барменом-транссексуалом, который работает в баре Blue Parrot Lounge в отеле; Севиньи сыграла педиатра доктора Алекс Лоу, которая была женой персонажа Бентли, Джона Лоу, детектива, который расследует убийства в отеле; персонаж Бомера, Донован, был знакомым Графини и часто конфликтовал со своей матерью и менеджером отеля, Айрис (в исполнении Бэйтс); Бассетт сыграла актрису Рамону Ройал, которая была бывшей любовницей Элизабет; Полсон описала своего персонажа, Салли, как наркоманку, которая соперничает с Айрис и формирует связь с Джоном с момента его визита в отеле. Питерс исполнил роль серийного убийцы Джеймса Патрика Марча, и он при этом был первоначальным владельцем отеля Кортес.
В феврале 2016 года Анджела Бассетт подтвердила, что вернётся к основному составу шестого сезона во время интервью с Ларри Кингом. Денис О’Хэр подтвердил, что он также появится в сериале в интервью в мае 2016 года. В июне 2016 года Шайенн Джексон и Эван Питерс вернулись в шестом сезоне, а также Уэс Бентли и Кэти Бэйтс. В августе 2016 года Сара Полсон объявила, что она вернётся в шестом сезоне сериала, и Райан Мёрфи объявил, что лауреат премии «Оскар» Куба Гудинг-мл. присоединился к основному составу. В сентябре 2016 года был объявлен полный основной актёрский состав после пилотного эпизода, где также были включены Андре Холланд и повторяющийся ветеран сериала Лили Рэйб. Во время Хэллоуина 2016 года Мёрфи объявил, персонаж Полсон из Психбольницы, Лана Уинтерс, также появится в сериале после недавнего появления первой роли актрисы, Билли Дин Ховард из Дома-убийцы, в финальном эпизоде пятого сезона.
В седьмом сезоне вернулись Полсон и Питерс, об этом было объявлено во время пресс-тура Winter 2017 TCA Press Tour. Билли Лурд, у которой был актёрский прорыв в другом шоу Мёрфи в 2015 году, подтвердила, что она присоединилась к основному актёрскому составу в апреле, в то время как Джексон стал следующим основным актёром, который вернулся в следующем месяце. В июне было объявлено, что Элисон Пилл присоединилась к сериалу, где она играет партнёра персонажа Полсон.
19-летняя Кайя Гербер сыграет в 10 сезоне «Американской истории ужасов»

### Съёмки

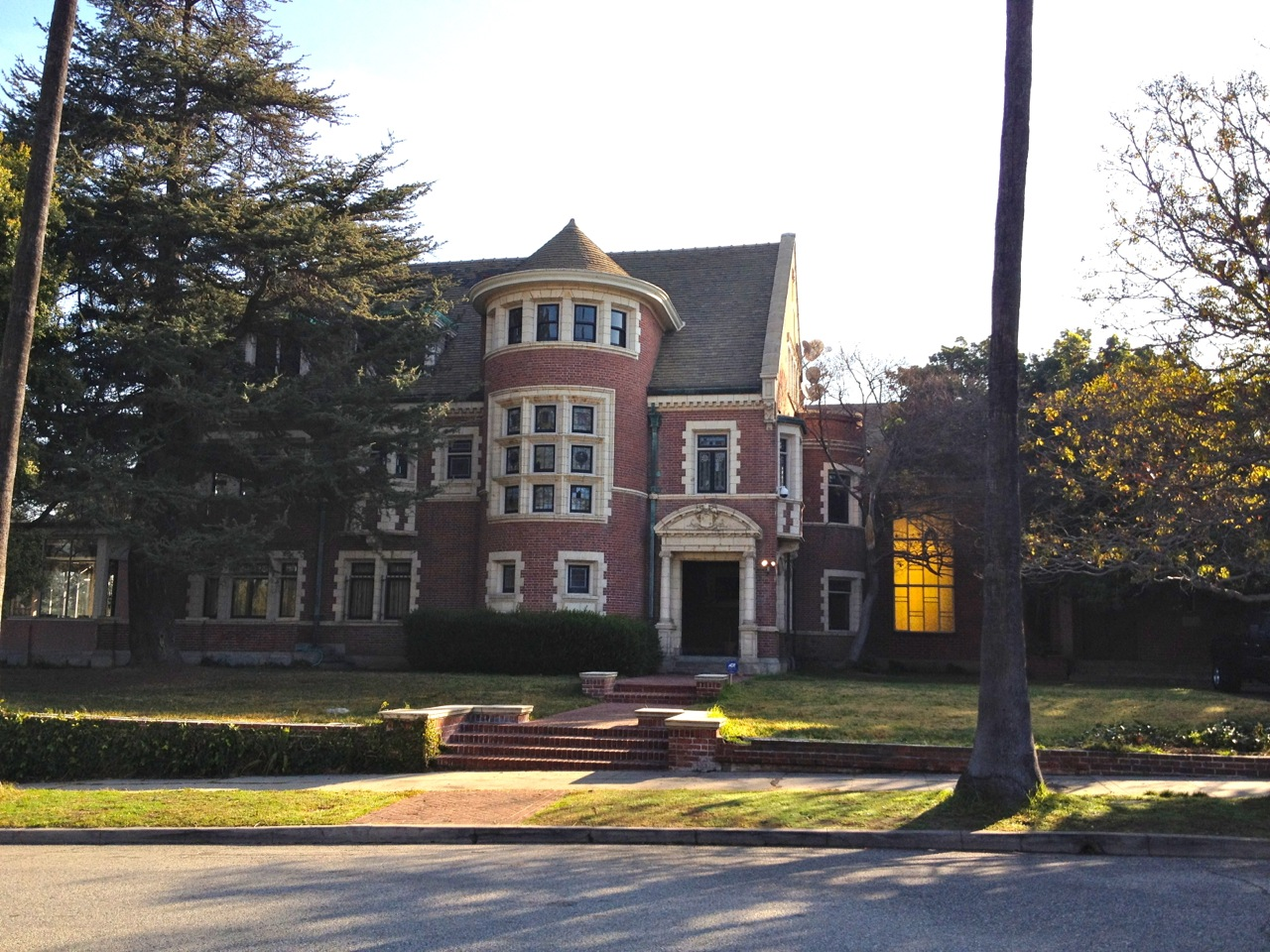
Мёрфи искал дом, который мог бы быть достаточно пугающим, но также привлекательным.

Пилотный эпизод был снят в доме под номером «1220» на улице Уэстчестер-Плейс, клуб «Кантри-Парк», Лос-Анджелес, Калифорния, который выступает в качестве дома с призраками и места преступлений в сезоне. Построенный в 1908 году архитектором Альфредом Розенхимом, президентом Американского института архитекторов в Лос-Анджелесе, коттедж в стиле английской готики ранее использовался в качестве католической женской школы при монастыре. Первый сезон был снят в отдельном павильоне, где была построена точная копия дома. Детали, такие как витражные стёкла Луиса Комфорта Тиффани и кованные бронзовые светильники были воссозданы для сохранения образа дома.

## Промокампания

### Universal: Хэллоуинские ночные кошмары
16 августа 2016 года FX объявила о заключении сделки, в результате которой в Universal Studios Hollywood и Universal Orlando появились тематические хэллоуинские аттракционы, основанные на франшизе. В лабиринте представлены декорации и темы из «Дома-убийцы», «Фрик-шоу» и «Отеля».

## Реакция

### Отзывы критиков
| - Сезон        | - Сезон        | Отзывы критиков   | Отзывы критиков  |
| - Сезон        | - Сезон        | Rotten Tomatoes   | Metacritic       |
| -------------- | -------------- | ----------------- | ---------------- |
|                | Дом-убийца     | 72% (147 отзывов) | 62% (31 отзыв)   |
|                | Психбольница   | 84% (220 отзывов) | 65% (23 отзыва)  |
|                | Шабаш          | 85% (221 отзыв)   | 71% (24 отзыва)  |
|                | Фрик-шоу       | 77% (202 отзыва)  | 69% (19 отзывов) |
|                | Отель          | 64% (214 отзывов) | 60% (24 отзыва)  |
|                | Роанок         | 74% (160 отзывов) | 72% (9 отзывов)  |
|                | Культ          | 73% (218 отзывов) | 66% (24 отзыва)  |
|                | Апокалипсис    | 79% (193 отзыва)  | 63% (6 отзывов)  |
|                | 1984           | 88% (170 отзывов) | N/A              |
|                | Двойной сеанс  | 80% (61 отзыв)    | N/A              |
|                | Нью-Йорк       | 71% (7 отзывов)   | N/A              |
|                | Нежность       | 77% (13 отзывов)  | 57% (8 отзывов)  |
| Средняя оценка | Средняя оценка | 77%               | 65%              |

### Награды и номинации
Всего «Американская история ужасов» имеет 64 награды и 252 номинации. Франшиза заработала 28 номинаций на премию «Эмми», при этом Джессика Лэнг получила премии за лучшую женскую роль второго плана в мини-сериале или фильме и за лучшую женскую роль в мини-сериале, Джеймс Кромвелл за лучшую мужскую роль второго плана в мини-сериале или фильме, а Кэти Бэйтс за лучшую женскую роль второго плана в мини-сериале или фильме. Сериал получил дополнительные 50 номинаций на творческую премию «Эмми», выиграв 11 раз, включая за лучшие причёски в мини-сериале или фильме, лучшие костюмы в мини-сериале, фильме или специальной программе, лучший звуковой монтаж в мини-сериале, фильме или специальной программе и лучший сложный грим в сериале, мини-сериале, фильме или специальной программе. Сериал также получил 9 номинаций на «Золотой глобус», победными из которых оказались за лучшую женскую роль второго плана в мини-сериале, телесериале или телефильме для Лэнг и за лучшую женскую роль в мини-сериале или телефильме для Леди Гаги. Сериал также получил 3 номинации на премию Гильдии киноактёров США, и Лэнг получила премию за лучшую женскую роль в драматическом сериале. Дополнительными наградами являются 18 номинаций на премию «Выбор телевизионных критиков», победив 4 раза, премия «GLAAD Media Awards» за лучший мини-сериал, 4 номинации на премию Гильдии художников по костюмам, победив 3 раза, 8 побед из 10 номинаций на премию Гильдии гримёров и стилистов, 5 номинаций на премию «People’s Choice Awards», победив один раз, и 11 номинаций на премию «Спутник», победив 3 раза.

### Телевизионные рейтинги
| Сезон | Таймслот (EST) | #Эп | Премьера сезона  | Премьера сезона  | Финал сезона    | Финал сезона     | Зрители (в млн) |
| Сезон | Таймслот (EST) | #Эп | Дата             | Зрителей (в млн) | Дата            | Зрителей (в млн) | Зрители (в млн) |
| ----- | -------------- | --- | ---------------- | ---------------- | --------------- | ---------------- | --------------- |
| 1     | Среда, 22:00   | 12  | 5 октября 2011   | 3,18             | 21 декабря 2011 | 3,22             | 2,82            |
| 2     | Среда, 22:00   | 13  | 17 октября 2012  | 3,85             | 23 января 2013  | 2,29             | 2,53            |
| 3     | Среда, 22:00   | 13  | 9 октября 2013   | 5,54             | 29 января 2014  | 4,24             | 4,00            |
| 4     | Среда, 22:00   | 13  | 8 октября 2014   | 6,13             | 21 января 2015  | 3,27             | 3,85            |
| 5     | Среда, 22:00   | 12  | 7 октября 2015   | 5,81             | 13 января 2016  | 2,24             | 2,89            |
| 6     | Среда, 22:00   | 10  | 14 сентября 2016 | 5,14             | 16 ноября 2016  | 2,45             | 2,93            |
| 7     | Четверг, 22:00 | 11  | 5 сентября 2017  | 3,93             | 14 ноября 2017  | 1,97             | 2,22            |
| 8     | Среда, 22:00   | 10  | 12 сентября 2018 | 3,08             | 14 ноября 2018  | 1,83             | 2,04            |
| 9     | Среда, 22:00   | 9   | 18 сентября 2019 | 2,13             | 13 ноября 2019  | 1,08             | 1,31            |

| Сезон        | Эп. 1 | Эп. 2 | Эп. 3 | Эп. 4 | Эп. 5 | Эп. 6 | Эп. 7 | Эп. 8 | Эп. 9 | Эп. 10 | Эп. 11 | Эп. 12 | Эп. 13 |
| ------------ | ----- | ----- | ----- | ----- | ----- | ----- | ----- | ----- | ----- | ------ | ------ | ------ | ------ |
| Дом-убийца   | 3.18  | 2.46  | 2.59  | 2.96  | 2.74  | 2.83  | 3.06  | 2.81  | 2.85  | 2.54   | 2.59   | 3.22   | —      |
| Психбольница | 3.85  | 3.06  | 2.47  | 2.65  | 2.78  | 1.89  | 2.27  | 2.36  | 2.22  | 2.21   | 2.51   | 2.30   | 2.29   |
| Шабаш        | 5.54  | 4.51  | 3.78  | 3.71  | 3.80  | 4.16  | 4.00  | 4.07  | 3.94  | 3.49   | 3.46   | 3.35   | 4.24   |
| Фрик-шоу     | 6.13  | 4.53  | 4.44  | 4.51  | 4.22  | 3.65  | 3.91  | 3.30  | 3.07  | 2.99   | 3.11   | 2.94   | 3.27   |
| Отель        | 5.81  | 4.06  | 3.20  | 3.04  | 2.87  | 2.64  | 2.64  | 2.31  | 2.14  | 1.85   | 1.84   | 2.24   | —      |
| Роанок       | 5.14  | 3.27  | 3.08  | 2.83  | 2.82  | 2.48  | 2.62  | 2.20  | 2.43  | 2.45   | —      | —      | —      |
| Культ        | 3.93  | 2.38  | 2.25  | 2.13  | 2.20  | 2.15  | 2.07  | 2.06  | 1.48  | 1.82   | 1.97   | —      | —      |
| Апокалипсис  | 3.08  | 2.21  | 1.95  | 2.02  | 2.12  | 2.01  | 1.85  | 1.63  | 1.65  | 1.83   | —      | —      | —      |

## Спин-офф
11 мая 2020 года в своём Instagram Райан Мёрфи рассказал, что работает над спин-оффом, который получил название «Американские истории ужасов» (American Horror Stories). Новый сериал состоит из часовых эпизодов, каждый из которых рассказывает новую историю. Премьера первого сезона из 7 эпизодов состоялась 15 июля 2021 года, а 21 июля 2022 года в эфир вышел второй сезон, в котором запланировано 8 эпизодов.

### Комментарии
1. ↑  Десятый сезон разделен на две части, каждая из которых также имеет свой подзаголовок: «Красный прилив» для первых шести эпизодов и «Долина смерти» для последних четырёх.[10]